# Франсоа Бовес
Франсоа Луи Шарл Мари Бовес (на френски: François Louis Charles Marie Bovesse) е валонски политик от Либерална партия.

## Биография и дейност
Той е роден на 10 юни 1890 година в Намюр. Докато учи право в Лиежкия университет, през 1912 година започва да издава списанието „Самбр е Мьоз“, първоначално с културен характер, а след това пропагандиращо валонския национализъм.
След участието си в Първата световна война става адвокат в Намюр и един от местните водачи на валонското движение. Последователно е министър на пощите (1931-1932), на правосъдието (1934-1935 и 1936-1937) и на просветата (1935-1936) и губернатор на провинция Намюр.
Франсоа Бовес е убит на 1 февруари 1944 година в Намюр от рексистки терористи.